# Saint Sava II
Pour les articles homonymes, voir Sava et Saint Sabas.
 (mai 2017).
- Si vous ne connaissez pas le sujet, laissez ce bandeau (vous pouvez alors contacter les auteurs).
- Si vous supprimez le contenu mis en cause (vous pouvez préalablement contacter les auteurs),

argumentez précisément cette suppression dans la page de discussion
(un manque de référence n'est pas un argument ; une recherche réelle de référence doit avoir été effectuée, être formellement documentée).
Saint Sava II, en serbe cyrillique Свети Сава II, est un saint de Serbie (mort en février 1271). 
Saint Sava II, né Predislav Nemanjić (Предислав Немањић), était le fils du roi de Serbie Stefan Ier Prvovenčani. Il choisit le nom de "Sava" en hommage à son oncle, Saint Sava, le Père de l'Église serbe. Il fut comme ce dernier Archevêque de l'Église orthodoxe serbe de 1263 à sa mort en février 1271.
L’Église orthodoxe serbe le célèbre le 21 février.